# Cryptocephalus corynetes
Cryptocephalus corynetes is een keversoort uit de familie bladkevers (Chrysomelidae). De wetenschappelijke naam van de soort werd in 1999 gepubliceerd door Warchalowski.